# Floyd Flake
Floyd Harold Flake (ur. 30 stycznia 1945 w Los Angeles) – amerykański polityk, członek Partii Demokratycznej.

## Działalność polityczna
W okresie od 3 stycznia 1987 do rezygnacji 17 listopada 1997 przez sześć kadencji był przedstawicielem 6. okręgu wyborczego w stanie Nowy Jork w Izbie Reprezentantów Stanów Zjednoczonych.